# Hulk (film)
Hulk er en amerikansk superheltefilm fra 2003 instrueret af Ang Lee baseret på Marvelfiguren Hulk. Filmen har Eric Bana i titelrollen som Bruce Banner/Hulk, desuden medvirker Nick Nolte og Jennifer Connelly.
Filmen fik en blandet modtagelse og blev ikke den forventede succes i biograferne. I 2008 udkom en ny Hulkfilm, The Incredible Hulk, men denne er dog ikke nogen fortsættelse til Hulk.

## Medvirkende
- Eric Bana som Bruce Banner / Hulk
- Nick Nolte som David Banner
- Jennifer Connelly som Betty Ross
- Sam Elliott som General Thunderbolt Ross
- Josh Lucas
- Cara Buono
- Celia Weston

## Ekstern henvisninger
- Hulk på Internet Movie Database (engelsk)
- Hulk på Filmdatabasen
- Hulk på Scope
- Hulk i Svensk Filmdatabas (svensk)
- Hulk på AlloCiné (fransk)
- Hulk på MovieMeter (nederlandsk)
- Hulk på AllMovie (engelsk)
- Hulk hos American Film Institute (engelsk)
- Hulk på Turner Classic Movies (engelsk)
- Hulk på The Movie Database (engelsk)